# Zeppelin (luchtschip)

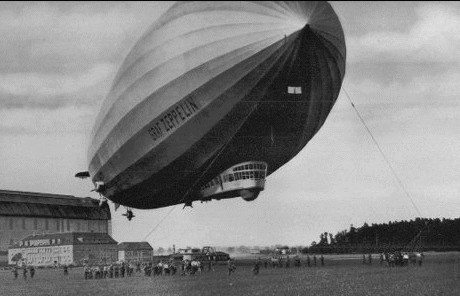
De Graf Zeppelin

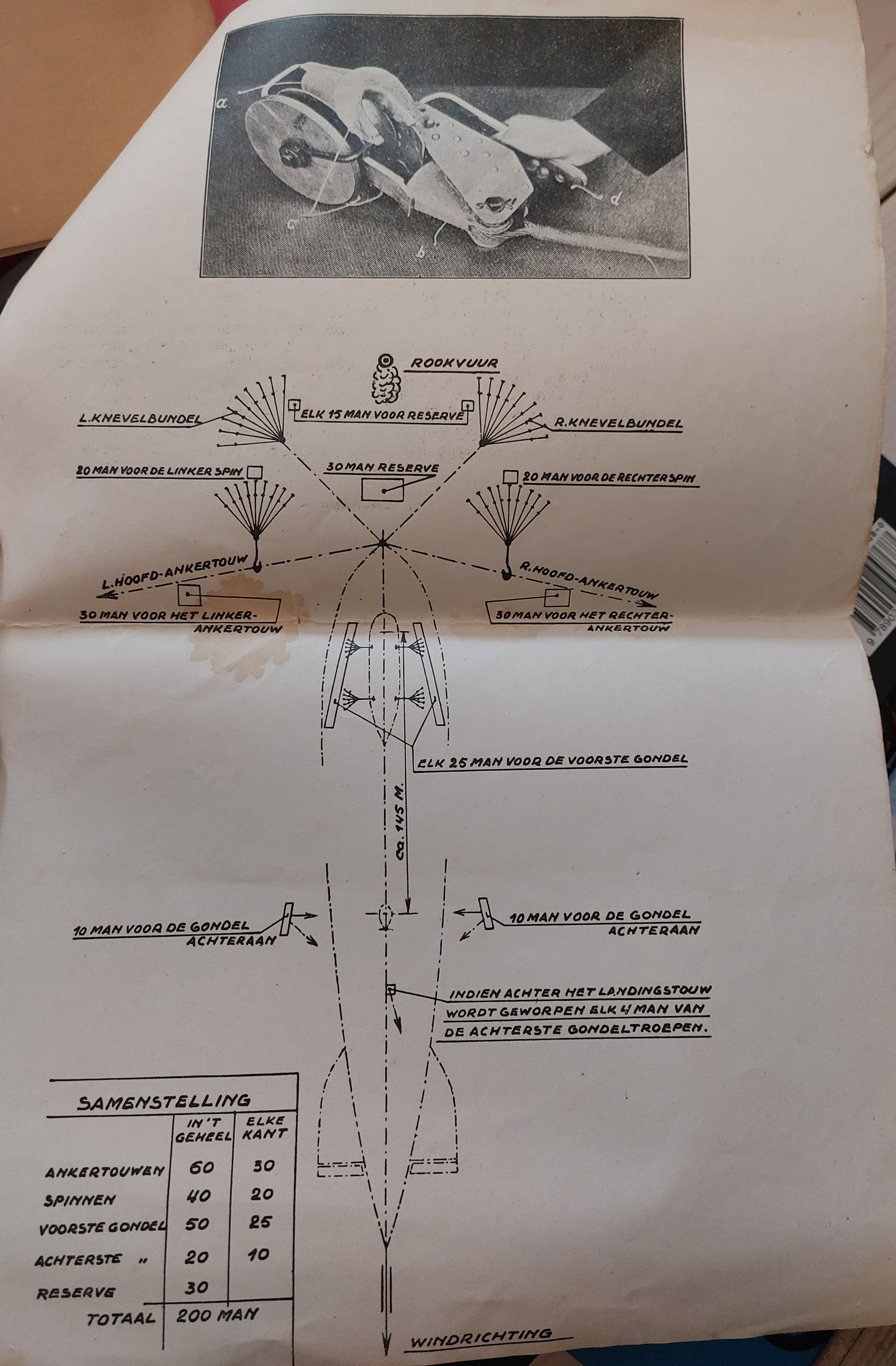
Schematische weergave van het laten landen van de Graf Zeppelin in 1932 op vliegveld Twenthe. Schema uit een stencil waarin uitgebreid beschreven wordt hoe de zeppelin aan de grond te krijgen.

Een zeppelin is een stijf, sigaarvormig luchtschip bestaande uit een lichtgewicht (aluminium) skelet met daarin zakken die zijn gevuld met een licht gas. Hij is genoemd naar de grote pionier van het luchtschip, graaf Ferdinand von Zeppelin. Het Zeppelinmuseum in Friedrichshafen is aan het luchtschip gewijd.

## Werking
Kenmerk van een zeppelin is dat het omhulsel stijf is. De vorm is daardoor niet afhankelijk van de gasdruk in de draagcellen. In de praktijk worden ook wel slappe luchtschepen in het algemeen zeppelins genoemd. Zelfs kleine kabelballonnen die de vorm van een luchtschip hebben, worden vaak aangeduid als zeppelin.
De met gas gevulde zakken, draaggascellen genoemd, werden in de meeste zeppelins gevuld met waterstofgas. Het skelet van een zeppelin is door een stoffen bekleding beschermd tegen weersinvloeden. Onder het skelet hangen een commandogondel en een aantal motoren voorzien van propellers, waardoor het luchtschip zich actief kan verplaatsen. Door deze motoren is een zeppelin veel minder afhankelijk van de wind dan een ballon, die alleen met de wind kan meedrijven. Aan de staart van de zeppelin bevinden zich de hoogte- en richtingsroeren. De eventuele passagiersverblijven bevinden zich ofwel in een aparte gondel onder het midden van de romp of zijn gecombineerd met de commandogondel. In latere zeppelins bevonden de passagiersverblijven zich in het inwendige van de romp waardoor de zeppelin een betere stroomlijn kreeg.

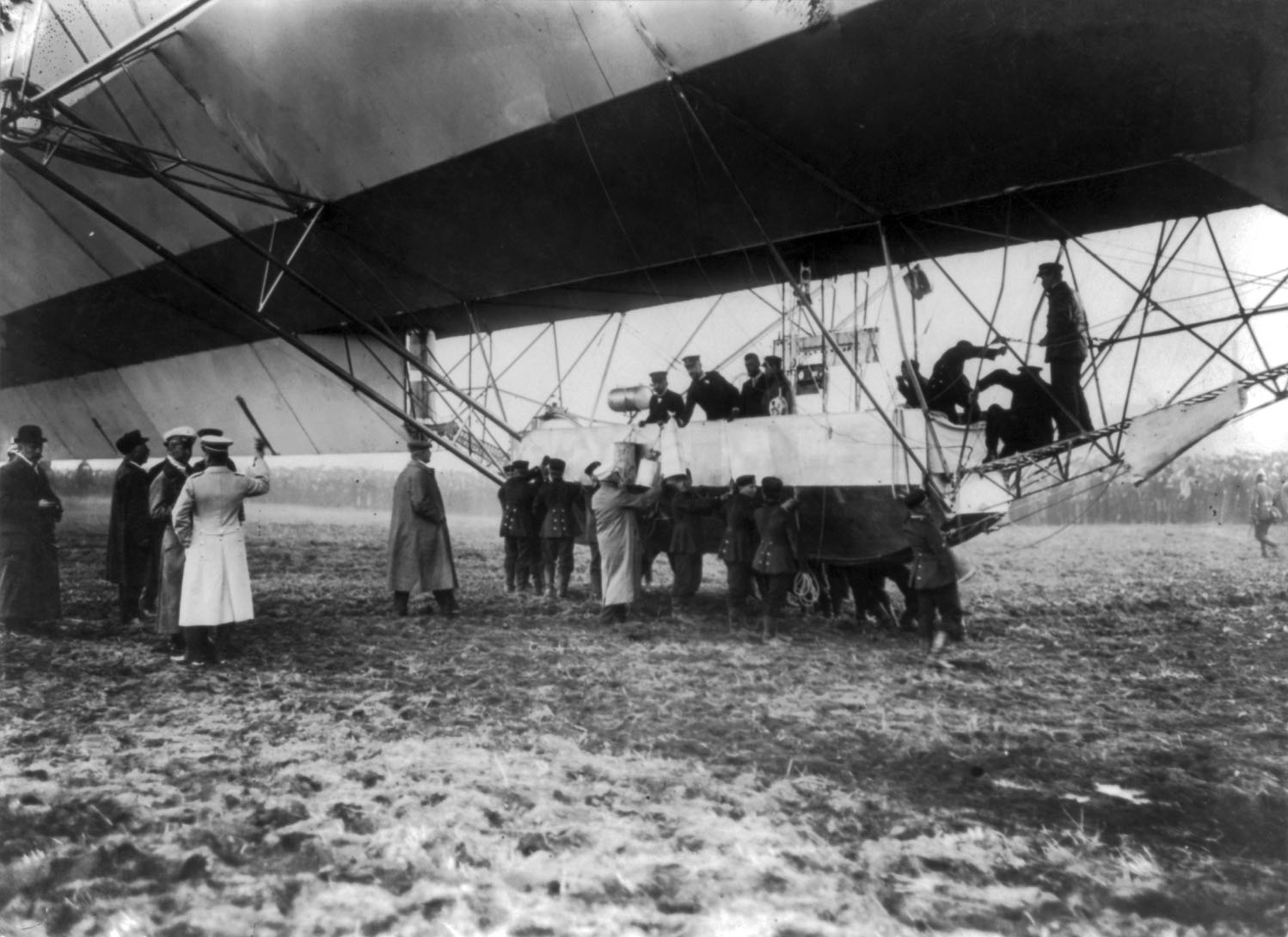
Landing van een zeppelin, in bijzijn van graaf Von Zeppelin en kroonprins Wilhelm

## Geschiedenis
Ferdinand Graf von Zeppelin leek interesse te hebben opgevat in het ontwerp van een "bestuurbare ballon" na de Frans-Duitse Oorlog van 1870-71, waar hij tijdens het beleg van Parijs zag dat de Fransen met ballonnen de stad verlieten. Ook had hij militair gebruik van ballonnen gezien tijdens de Amerikaanse Burgeroorlog, waarin hij als militair waarnemer aan de kant van de Noordelijke staten deelnam.
Na zijn vervroegde pensionering uit het leger in 1890 begon hij aan het project te werken. Op 31 augustus 1895 verkreeg hij een patent waarin de meeste van de eigenschappen van de zeppelin al opgenomen waren. Een idee uit het patent om diverse ballonnen als een trein aan elkaar te koppelen is echter nooit gerealiseerd. In het patent werd gesproken over een "Lenkbarer Luftfahrzug" (bestuurbare luchttrein).
Het comité waaraan hij zijn plannen in 1894 voorlegde toonde weinig belangstelling, waardoor de graaf op zichzelf was aangewezen om het project te realiseren. In 1898 richtte hij het Gesellschaft zur Förderung der Luftschiffahrt (maatschappij ter bevordering van de luchtscheepvaart) op, waarbij hij zelf meer dan de helft van het kapitaal van 800.000 mark inbracht. Hij delegeerde de technische verwezenlijking aan de ingenieurs Theodor Kober en Ludwig Dürr.

### LZ1

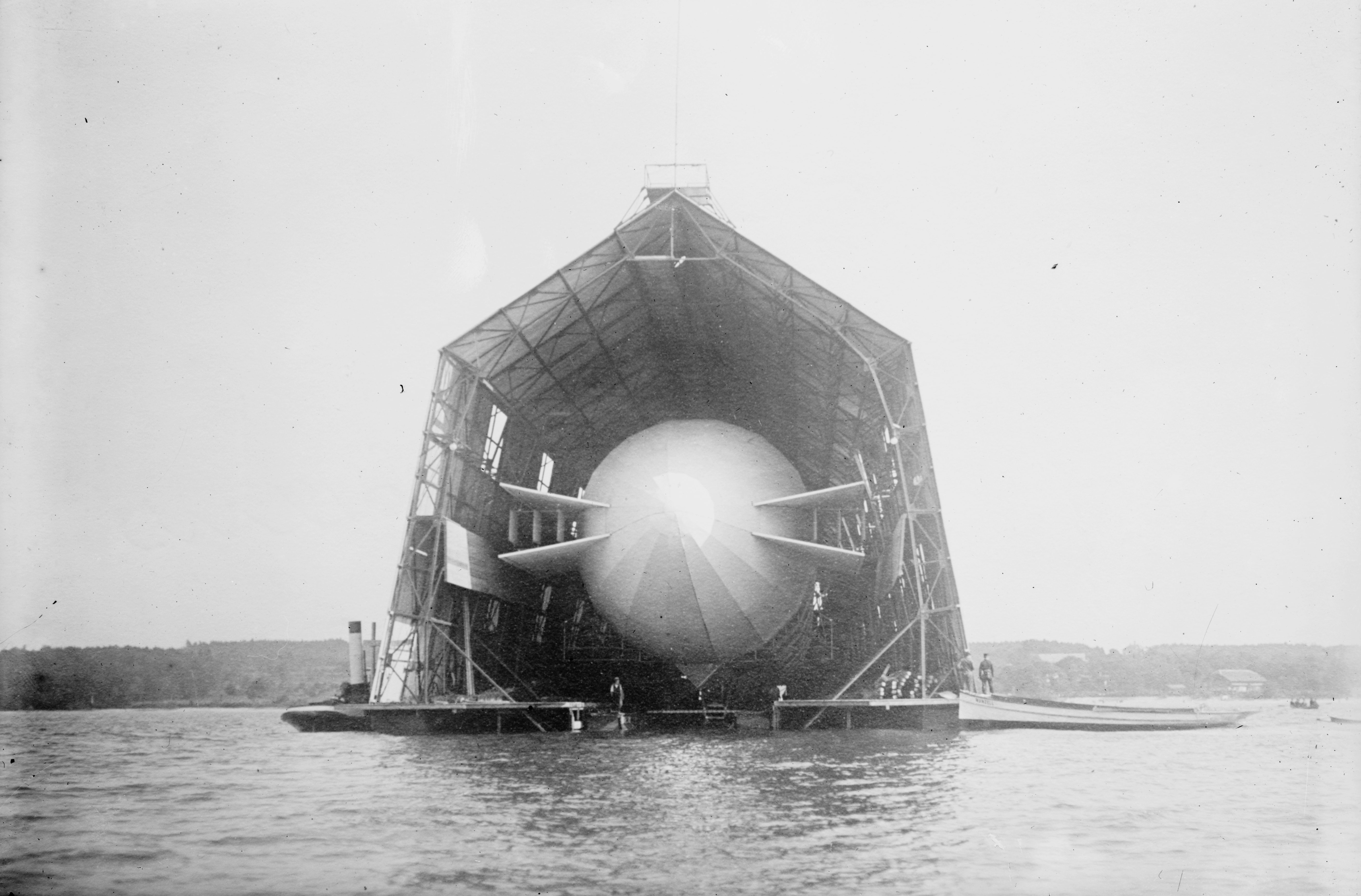
Zeppelin in drijvende hangar

In 1899 begon de constructie van de eerste zeppelin in een drijvende montagehal op het Bodenmeer nabij Friedrichshafen. Deze locatie was gekozen om het opstijgen te vereenvoudigen. Doordat de hal dreef, kon hij op de wind worden gedraaid.
Het prototype LZ1 (Luftschiff Zeppelin) had een lengte van 128 m, werd aangedreven door twee Daimler-motoren van 14,2 pk (10,6 kW) en werd in evenwicht gehouden door een gewicht tussen voor- en achtersteven te verplaatsen.
De eerste luchtreis van een zeppelin vond plaats op 2 juli 1900. De vlucht duurde slechts 18 minuten, waarna de LZ1 moest landen doordat het mechanisme waarmee het gewicht werd verplaatst, essentieel voor het verkrijgen van de juiste balans, was afgebroken. Na reparatie bewees de techniek haar mogelijkheden in diverse vluchten, waarin het snelheidsrecord van het Franse luchtschip La France van 6 m/s werd overtroffen met 3 m/s. Maar dit was niet voldoende om investeerders te overtuigen. De graaf had onvoldoende middelen om de ontwikkeling voort te zetten. Het prototype werd gesloopt en de fabriek werd gesloten.

### LZ2
Hoofdzakelijk dankzij de steun van luchtvaart-enthousiastelingen kregen de plannen van Von Zeppelin een tweede (en derde) kans en kon een redelijk betrouwbare technologie worden ontwikkeld. Pas daarna konden luchtschepen worden ingezet voor de burgerluchtvaart en voor militair gebruik.
Dankzij giften, de opbrengst van een speciale loterij, overheidsinvesteringen en nog 100 000 mark van graaf von Zeppelin zelf kon de LZ2 gebouwd worden, die op 17 januari 1906 opsteeg voor zijn eerste en enige vaart. Nadat beide motoren uitvielen moest het luchtschip in de bergen van Allgäu landen, waar het provisorisch aangemeerde luchtschip door een storm onherstelbaar werd beschadigd.

### LZ3
Zijn opvolger LZ3, waarin alle nog bruikbare delen van de LZ2 waren verwerkt, werd de eerste echt succesvolle zeppelin. In 1908 had hij 4398 km afgelegd tijdens 45 vaarten. De Duitse krijgsmacht toonde nu belangstelling voor deze techniek. De LZ3 werd gekocht door het leger en hernoemd naar Z I. Tot 1913 was deze zeppelin in gebruik als opleidingsschip. Tegen deze tijd was hij technisch verouderd en werd de Z I buiten gebruik gesteld.

### LZ4

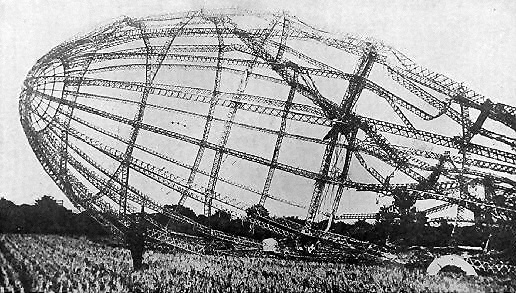
Boven Engeland neergeschoten zeppelin,
23 sept. 1916

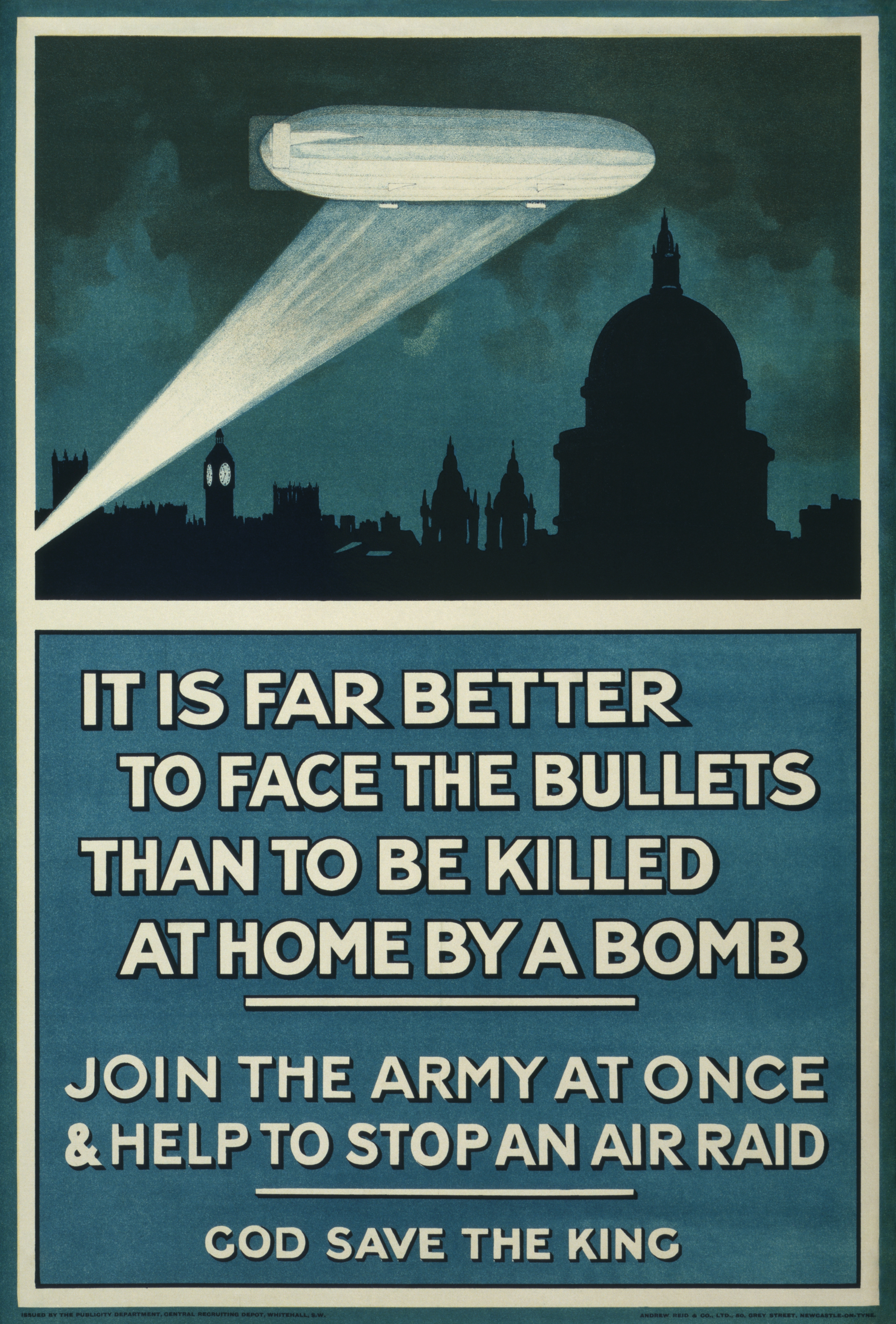
Brits oorlogsaffiche

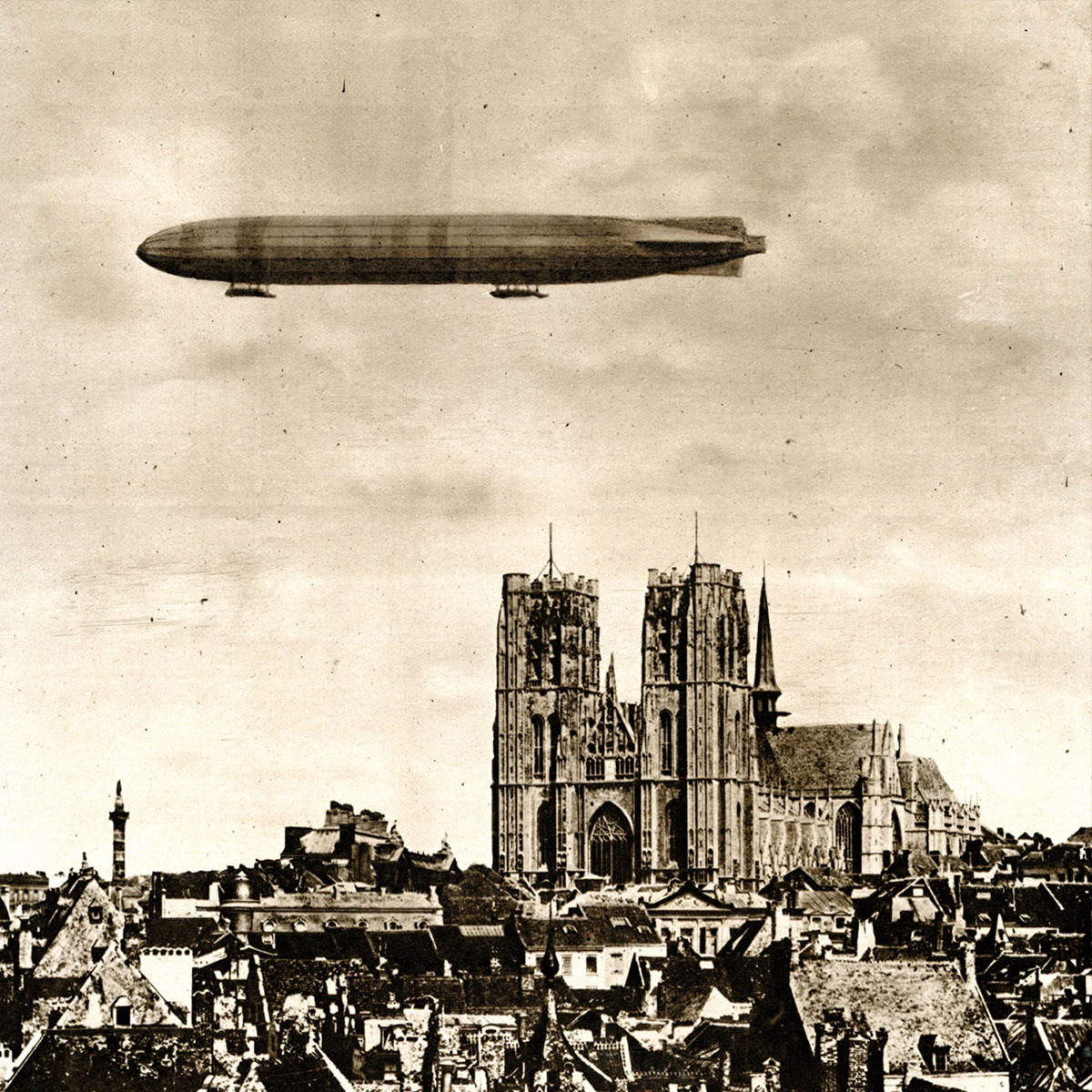
Een luchtschip boven bezet Brussel (1915). Op de Luchthaven Haren hadden de Duitsers grote zeppelinloodsen gebouwd.

Het leger wilde ook de LZ4 aanschaffen, maar eiste eerst een demonstratie om te kunnen vaststellen dat het luchtschip in staat was gedurende 24 uur in de lucht te blijven. Tijdens deze demonstratie werd een tussenlanding in Echterdingen bij Stuttgart gemaakt, waar het in de middag van 5 augustus 1908 door een storm van zijn ankers werd losgeslagen en in een boom terechtkwam. In de hieropvolgende brand verging de LZ4. Hoewel niemand ernstig gewond raakte, moesten twee technici die aan de motoren werkten, een flinke sprong maken.
Dit incident had het einde kunnen zijn van het zeppelinproject, ware het niet dat een van de toeschouwers van het ongeluk spontaan een inzameling hield die een opbrengst van 6096 555 mark opleverde. Van dit geld konden de Luftschiffbau Zeppelin GmbH en een zeppelin-stichting worden opgericht. Zo herrees het zeppelinproject niet alleen als een feniks uit zijn as, maar kreeg het ook een stevige financiële basis.

### Eerste Wereldoorlog
Tijdens de Eerste Wereldoorlog zette het Duitse leger zeppelins in om Engeland (Londen en het omliggende land) te bombarderen. Er zijn honderden missies geweest waarbij vanuit Duitse zeppelins tienduizenden kilo's bommen op Engeland en andere vijandelijke gebieden zijn afgeworpen.
Doordat de Britse verdedigers al snel bedreven raakten in het in brand schieten van deze grote en kwetsbare luchtschepen bleken bombardementen vanuit luchtschepen niet bijzonder effectief. De LZ37 werd boven Sint-Amandsberg op 7 juni 1915 uit de lucht gehaald door Reginald Warneford. Toch bereikten de vaarten hun doel: angst zaaien onder de bevolking. Van deze angst werd weer gebruikgemaakt om vrijwilligers te rekruteren, zie de poster. Omdat de Britten speciale projectielen hadden gemaakt die het materiaal van de zeppelin deden ontbranden, werden ze uiteindelijk vervangen door bommenwerpers en gebruikte het Duitse leger de zeppelins enkel nog voor verkenning.
31 januari 1916 vertrok Zeppelin L19 met acht andere luchtschepen naar Engeland met de opdracht Liverpool aan te vallen. Door slecht zicht, duisternis en motorproblemen lukte dat niet en wierp het zijn bommen op gelegenheidsdoelen. Willekeurige kleine en middelgrote Engelse steden. Op de terugweg vloog de L19 laag en traag over Ameland, kampend met onwillige motoren. Nederlandse militairen openden  het vuur op het luchtschip, dat geraakt werd. Het draaide al hoogte verliezend van Ameland weg. Het hielp onvoldoende om alle zware spullen overboord te zetten. 2 februari maakte het luchtschip een noodlanding in de koude Noordzee. Gezagvoerder marineofficier Ode Loewe is samen met vijftien bemanningsleden boven op het langzaam zinkende luchtschip geklommen. 
De uitgevaren reddingsboot van Ameland kon de L19 niet vinden. Maar een paar uur later werden de mannen opgemerkt door een Britse trawler. Loewe wilde zich met zijn bemanning overgeven, maar de schipper van het vissersschip weigerde omdat hij (a) in verboden wateren viste en (b) bang was dat de Duitsers het schip zouden overnemen. Hij voer weg, maar heeft de volgende dag de autoriteiten gewaarschuwd. Loewe schreef zijn bevindingen op, samen met enkele persoonlijke berichten van hemzelf en andere bemanningsleden en stopte zijn rapport in flessen, die daarna in zee werden geworpen. Die spoelden maanden later aan op verschillende plaatsen in Noord-Europa.

### Dienstregeling
Tussen 1932 en 1937 ontstond een uitgebreide dienstregeling van vaarten over de Atlantische Oceaan met de LZ-127 Graf Zeppelin en de LZ-129 Hindenburg. De Duitsers wilden het brandbare waterstof liever vervangen door helium. Dat lukte echter niet doordat helium alleen door de Verenigde Staten geleverd kon worden, waar een unieke heliumbron bestond. De Amerikanen weigerden het gas te leveren. Zij waren er in het interbellum - men keek al met argusogen naar Adolf Hitler - niet van overtuigd, dat het gas alleen voor vredelievende doeleinden gebruikt zou worden. Uiteindelijk, na de ramp met de Hindenburg, zou dit de doodsteek voor de zeppelins worden.

### Ramp met deHindenburg
Toen op 6 mei 1937 de met waterstof gevulde zeppelin Hindenburg (LZ-129) tijdens de landing op Lakehurst (Bij New York, Verenigde Staten) in brand vloog, waarbij 36 mensen omkwamen, onder wie de bekende zeppelinpromotor Ernst Lehmann, viel het doek voor de zeppelins. De overgebleven schepen LZ-127, LZ-130 en de onvoltooide LZ-131 werden gesloopt.
De indrukwekkende foto's van de ramp zijn welbekend.
Interessant detail hierbij is dat de vlammen op de foto's gele vlammen aangeven terwijl waterstof op zichzelf kleurloos brandt. Een moderne, veel aangehangen, theorie is dat de brand ontstond in het omhulsel van de ballon, dat bestond uit katoen dat onder andere geïmpregneerd was met aluminiumpoeder. Volgens deze theorie zou een statische ontlading tussen het omhulsel en de natte ankertouwen het omhulsel in brand hebben gezet. Er zou zo een gat zijn ontstaan, waardoor de waterstof kon weglekken en de vlam kon aanwakkeren.
Het is ook mogelijk dat een van de ankertouwen losbrak en als een zweep het omhulsel lekprikte, waarna de eerder genoemde statische ontlading het gas ontstak. Men is het erover eens dat de ramp zich met moderne materialen niet op dezelfde wijze zou herhalen.

### Zeppelin NT
Na de successen van Amerikaanse blimps, slappe sigaarvormige luchtballonnen, zijn er al decennialang vergevorderde plannen om de luchtschepen opnieuw in gebruik te gaan nemen. Zeppelin NT (waarbij NT staat voor New Technology) is een moderne variant die zijn oorsprong heeft in de oude Zeppelin-fabrieken en waarmee sinds enige jaren commercieel rondvluchten worden gemaakt. De zeppelin NT-luchtschepen hebben een frame van met koolstofvezel versterkt plastic en aluminium binnen de eenkamerige ballon.
Op 1 augustus 2005 vloog een 75 meter lange Zeppelin NT van Friedrichshafen naar Amsterdam en landde aldaar in de haven. Het luchtschip werd ingescheept om naar Zuid-Afrika te worden vervoerd. Daar wordt het nu ingezet bij het zoeken naar diamanten.

## Belangrijke zeppelins
| Productienummer | Naam of nummer  | Waarvoor gebruikt                | Eerste vlucht     | Levensloop |
| --------------- | --------------- | -------------------------------- | ----------------- | --- |
| LZ126           | USS Los Angeles | Oorlogsbetaling door de Duitsers | 4 september 1923  | Buiten dienst in 1932; gesloopt in 1939. |
| LZ127           | Graf Zeppelin   | Passagiersvluchten               | 18 september 1928 | De Graf Zeppelin is het succesvolste luchtschip tot op heden. Het vloog in augustus 1929 rond de wereld en was het eerste luchtvaartuig dat een non-stop lijndienst onderhield tussen Europa en de VS en Brazilië. Onder bevel van Hugo Eckener vloog het luchtschip in juli 1931 naar de Noordpool. Gesloopt in mei 1940. |
| LZ129           | Hindenburg      | Passagiersvluchten               | 26 maart 1936     | Gebaseerd op de Britse R101. De Hindenburg is het grootste luchtvaartuig dat ooit is gebouwd. Verongelukt bij Lakehurst, New Jersey op 6 mei 1937. |

## Moderne zeppelins
Tegenwoordig worden kleinere zeppelins nog wel gebruikt om van daaruit filmopnamen te maken, of om reclame te maken bij grote evenementen. Sinds het ongeluk met de Hindenburg is een commercieel vliegbedrijf van enig belang met zeppelins niet meer van de grond gekomen, hoewel er sindsdien veel mensen aan hebben gewerkt en nog werken. Er bestaan in Duitsland en de Verenigde Staten nog wel enige grote en kleine firma's die aan het project werken. In Nederland was het bedrijf Aerwin enkele jaren actief in het zelf bouwen en exploiteren van draadloos bestuurde zeppelins. Zij konden worden ingezet voor reclamedoeleinden, foto- en filmwerk, detectie en surveillance. Inmiddels is Aerwin failliet.
vliegtuig (helikopter · autogiro) · zweefvliegtuig · luchtschip (zeppelin · blimp) · luchtballon